# Радуевка
Радуевка — посёлок в Дергачёвском районе Саратовской области России. Входит в состав Демьясского муниципального образования.

## География
Посёлок находится в восточной части Саратовской области, в степной зоне, в пределах Сыртовой равнины, на берегу реки Алтата, на расстоянии примерно 21 километра (по прямой) к востоку-юго-востоку (ESE) от посёлка городского типа Дергачи, административного центра района. Абсолютная высота — 65 метров над уровнем моря.

## Население
| 2002 | 2010 |
| ---- | ---- |
| 204  | ↘109 |

Гендерный состав
По данным Всероссийской переписи населения 2010 года в гендерной структуре населения мужчины составляли 49,5 %, женщины — соответственно 50,5 %.
Национальный состав
Согласно результатам переписи 2002 года, в национальной структуре населения казахи составляли 57 %, русские — 31 % из 204 человек.

## Улицы
Уличная сеть посёлка состоит из двух улиц (ул. Речная и ул. Центральная).